# Atletika na Letních olympijských hrách 1972 – 5000 metrů muži
 Běh na 5000 metrů mužů na Letních olympijských hrách 1972 se uskutečnil ve dnech 7. a 10. září  na Olympijském stadionu v Mnichově. Vítězem se stal finský běžec Lasse Virén, stříbro získal Mohammed Gammoudi z Tuniska a bronz Brit Ian Stewart.

## Výsledky finálového běhu
| *                | jméno             | země                           | čas      |
| ---------------- | ----------------- | ------------------------------ | -------- |
| Zlatá medaile    | Lasse Virén       | Finsko                         | 13:26,42 |
| Stříbrná medaile | Mohammed Gammoudi | Tunisko                        | 13:27,33 |
| Bronzová medaile | Ian Stewart       | Velká Británie                 | 13:27,61 |
| 4                | Steve Prefontaine | Spojené státy americké         | 13:28,25 |
| 5                | Emiel Puttemans   | Belgie                         | 13:30,82 |
| 6                | Harald Norpoth    | Západní Německo                | 13:32,58 |
| 7                | Per Halle         | Norsko                         | 13:34,38 |
| 8                | Nikola Sviridov   | Sovětský svaz                  | 13:39,31 |
| 9                | Frank Eisenberg   | Německá demokratická republika | 13:40,84 |
| 10               | Javier Álvarez    | Španělsko                      | 13:41,83 |
| 11               | Ian McCafferty    | Velká Británie                 | 13:43,20 |
| 12               | David Bedford     | Velká Británie                 | 13:43,22 |
| 13               | Juha Väätäinen    | Finsko                         | 13:53,84 |
| 14               | Mariano Haro      | Španělsko                      | DNF      |